# Phytodietus
Phytodietus är ett släkte av steklar som beskrevs av Johann Ludwig Christian Gravenhorst 1829. Phytodietus ingår i familjen brokparasitsteklar.

## Bildgalleri

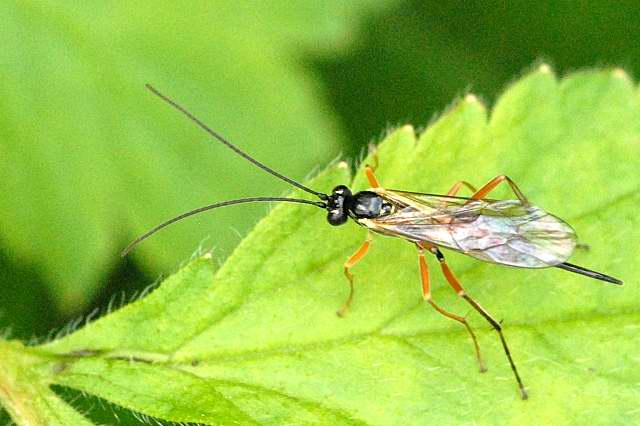

## Dottertaxa tillPhytodietus, i alfabetisk ordning[1][2]
- Phytodietus absyrtinus
- Phytodietus alasuffuscus
- Phytodietus albitarsis
- Phytodietus alpinator
- Phytodietus antennator
- Phytodietus arcuatorius
- Phytodietus arisanus
- Phytodietus armillatus
- Phytodietus astutus
- Phytodietus austrocaledonicus
- Phytodietus basalis
- Phytodietus bayeri
- Phytodietus bellus
- Phytodietus bicolor
- Phytodietus bredoi
- Phytodietus burgessi
- Phytodietus burmaensis
- Phytodietus californicus
- Phytodietus celsissimus
- Phytodietus citrinus
- Phytodietus clypearius
- Phytodietus clypeocavus
- Phytodietus concolor
- Phytodietus conflictanae
- Phytodietus continuus
- Phytodietus coxanotus
- Phytodietus criddleanae
- Phytodietus decorosus
- Phytodietus elegans
- Phytodietus elongator
- Phytodietus emericus
- Phytodietus ericeti
- Phytodietus exareolatus
- Phytodietus femoralis
- Phytodietus flavocoxatus
- Phytodietus formosanus
- Phytodietus fumiferanae
- Phytodietus fuscus
- Phytodietus gelitorius
- Phytodietus geniculatus
- Phytodietus griseanae
- Phytodietus hecatus
- Phytodietus heinrichi
- Phytodietus hungaricus
- Phytodietus improbanae
- Phytodietus incognitus
- Phytodietus januszi
- Phytodietus jatrus
- Phytodietus joppinus
- Phytodietus kunashiricus
- Phytodietus laevis
- Phytodietus laticarinatus
- Phytodietus leucaspis
- Phytodietus lindus
- Phytodietus longicauda
- Phytodietus lunigerellae
- Phytodietus maculator
- Phytodietus malinus
- Phytodietus maritimus
- Phytodietus maximoi
- Phytodietus melanocerus
- Phytodietus meridionalis
- Phytodietus mexicanus
- Phytodietus minutus
- Phytodietus montanus
- Phytodietus moragai
- Phytodietus namkumensis
- Phytodietus nemoralis
- Phytodietus nigrus
- Phytodietus obandoi
- Phytodietus obscurus
- Phytodietus oregonensis
- Phytodietus ornatus
- Phytodietus pallipes
- Phytodietus penai
- Phytodietus pitambari
- Phytodietus plesius
- Phytodietus pleuralis
- Phytodietus polyzonias
- Phytodietus rhodopaeus
- Phytodietus ronaldi
- Phytodietus rubelloides
- Phytodietus rubellus
- Phytodietus rubidus
- Phytodietus rufipes
- Phytodietus rufiventris
- Phytodietus rufosus
- Phytodietus rutilus
- Phytodietus segurai
- Phytodietus semialbidus
- Phytodietus semifuscus
- Phytodietus semirufus
- Phytodietus sihezarae
- Phytodietus silvicola
- Phytodietus solandrianae
- Phytodietus solicitanae
- Phytodietus spinipes
- Phytodietus sumatrensis
- Phytodietus sylviae
- Phytodietus syzeuctinus
- Phytodietus tauricus
- Phytodietus terminatus
- Phytodietus thompsoni
- Phytodietus tigris
- Phytodietus valverdei
- Phytodietus varianae
- Phytodietus varicolor
- Phytodietus variegatus
- Phytodietus vulgaris
- Phytodietus yamilethi
- Phytodietus zealandicus
- Phytodietus zebra